# Russula cicatricata
Russula cicatricata är en svampart som beskrevs av Romagn. ex Bon 1987. Russula cicatricata ingår i släktet kremlor och familjen kremlor och riskor.   Inga underarter finns listade i Catalogue of Life.

## Bildgalleri